# 片倉城
片倉城（かたくらじょう）は、東京都八王子市片倉町にあった日本の城。別名八王子城。都指定史跡。

## 概要
片倉城は東京都八王子市片倉町にあった平山城である。扇谷上杉氏の家臣長井氏が拠ったとされる。現在片倉城跡公園として整備され、公園内にはカタクリの群生地がある。

## 歴史・沿革
- 平安時代中期以降、武蔵七党の一つ、横山党の領地となった。
- 建保元年（1213年）、和田合戦により大江広元の領地となった。
- 室町時代、大江広元を祖先に持つ大江備中守師親あるいは長井時広が在城(築城)したと言われているが、諸説ある。
- 長井氏以降の片倉城に関しては詳らかでないが、その堅固な構造から、後北条氏の領地になってからも砦として戦国時代後期まで使用されたと考えられる。
- 永禄12年1569年、三増峠の戦いで北条氏照と北条氏邦が片倉城より出陣した。
- 天正18年（1590年）、豊臣秀吉による小田原征伐の八王子城落城時に落城とされる。
- 昭和46年（1971年）、八王子市により片倉城跡公園として整備される。
- 平成11年（1999年）、東京都指定史跡となる。

## 構造
湯殿川とその支流の兵衛川（宇賀川）に挟まれた小比企丘陵の東端に位置する。主郭及び二郭が配置され、北方には腰郭が設けられている。丘陵方面は空堀で遮断する構造となっているが、南東に開く虎口に、二重の馬出し様の小郭を設け、守りを更に厳重なものとしている。主郭二郭間は鉤の手状に折れた空堀で区画され、　　　　　　　　　　　　　　　　　　　　　　　　　　　　　　　　　　　
空堀中央部に設けられた木橋を防御する構造となっていた。また、主郭東面には櫓台、張出部、横堀、横堀内の櫓台が設けられ、二郭同様厳重な構えとなっている。

## 考古資料

### 遺構
太平洋戦争中の高射砲の設置時、及び、公園としての整備時に、遺構の一部が旧態を失ったとされるが、空堀、土塁、土橋、櫓台等が良く残る。

## 観光

### アクセス
- JR横浜線片倉駅下車。
- 京王電鉄高尾線京王片倉駅下車。